# Luciano Iturrino Zenekorta
Luciano Iturrino (Mutriku, 4 de novembre de 1963) és un exfutbolista professional basc, que jugava com a migcampista.

## Trajectòria
Inicia la seua carrera a les categories inferiors de la Reial Societat i debuta amb el primer equip a la 84/85, tot i que eixa campanya només jugà 12 minuts. A partir de l'any següent forma part del planter reialista, però no arriba a aconseguir la titularitat en cap moment. Va guanyar la Copa del Rei de 1987.
Després de cinc temporades a l'equip donostiarra, i en busca d'oportunitats, marxa al gran rival de la Reial, l'Athletic Club. El primer any com a lleó, el 89/90 tampoc gaudeix de massa partits: 17, una xifra que encara es rebaixaria més a la seua segona temporada a San Mamés.
L'estiu de 1991 fitxa pel CD Logroñés, on per fi troba un lloc en l'onze titular. Iturrino esdevé una peça clau en el club riojà de principis de dècada, destacant la 92/93, on va jugar tots els partits i va marcar 4 gols.
Revalorat al seu pas per Logronyo, el 1994 retorna a la Reial Societat, però corre la mateixa sort que abans, i amb prou feines compta per a l'esquadra d'Anoeta. L'estiu de 1995, de nou en busca d'oportunitats, recala en un equip menor, la UD Salamanca. La temporada 95/96 hi juga 40 partits, però el club castellà baixa a Segona. En la categoria d'argent, Iturrino continua sent titular, una condició que perd a la temporada següent, amb els castellans de nou a la màxima categoria.
L'estiu de 1998 s'incorpora a la SD Eibar,de la Segona Divisió, on jugarà fins a la seua retirada a l'acabar la 99/00. En total, suma 18 gols en 262 partits a primera divisió.